# Zailijský Alatau
Zailijský Alatau (kazašsky Іле Алатауы; rusky Заили́йский Алата́у) je pohoří na hranici Kazachstánu a Kyrgyzstánu, součást Ťan-šanu. Probíhá v délce přibližně 200 km rovnoběžkovým směrem jako nejsevernější okrajové pohoří Ťan-šanu. Od jižněji ležícího pohoří Kungej Alatau jej odděluje 4214 m vysoké sedlo Čiliko-Kemenskij, řeky Čong Kemin a Čilik.

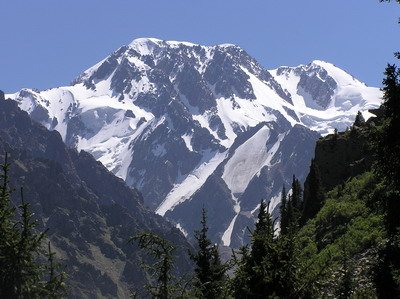
Nejvyšší vrchol Talgarský štít; pohled z Almaty

Pohoří leží 360 km pod 43° s.š. ve výškách 4000-4600 m, nejvyšší horou je Talgarský štít. Severní svahy mají mírný sklon a jsou rozčleněny levými přítoky řeky Ili, jižní svahy strmě stoupají nad údolími řek Čilik a Čon-Kemin (pravý přítok řeky Ču).

## Fauna a flóra
Na severním svahu byla vyhlášena Almatská chráněná oblast, která byla v roce 1996 změněna na Ile-alatauský národní park. Žijí zde: medvěd plavý, irbis, koza, velekur, orebice.
V roce 1971 na svazích Zailijského Alatau byla objevena ve Střední Asii jedinečná společenství rostlin ločidlo čertovo lejno z jejichž pryskyřice se připravuje Asa foetida. V letech 1989-1990 byla v důsledku sovětské kampaně proti "divokým drogovým plantážím" významná část rostlin v horách zničena - spálena, rozšlapána, rozježděna buldozerem a to přestože tato rostlina nemá s drogami nic společného.

## Horniny
Je tvořen především žulami, slepenci, vápenci. Některé vrcholky jsou pokryty ledovcem, celková výměra zaledněné oblasti je 484 km².